# Robert Cantieni

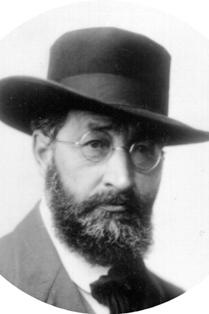
Robert Cantieni

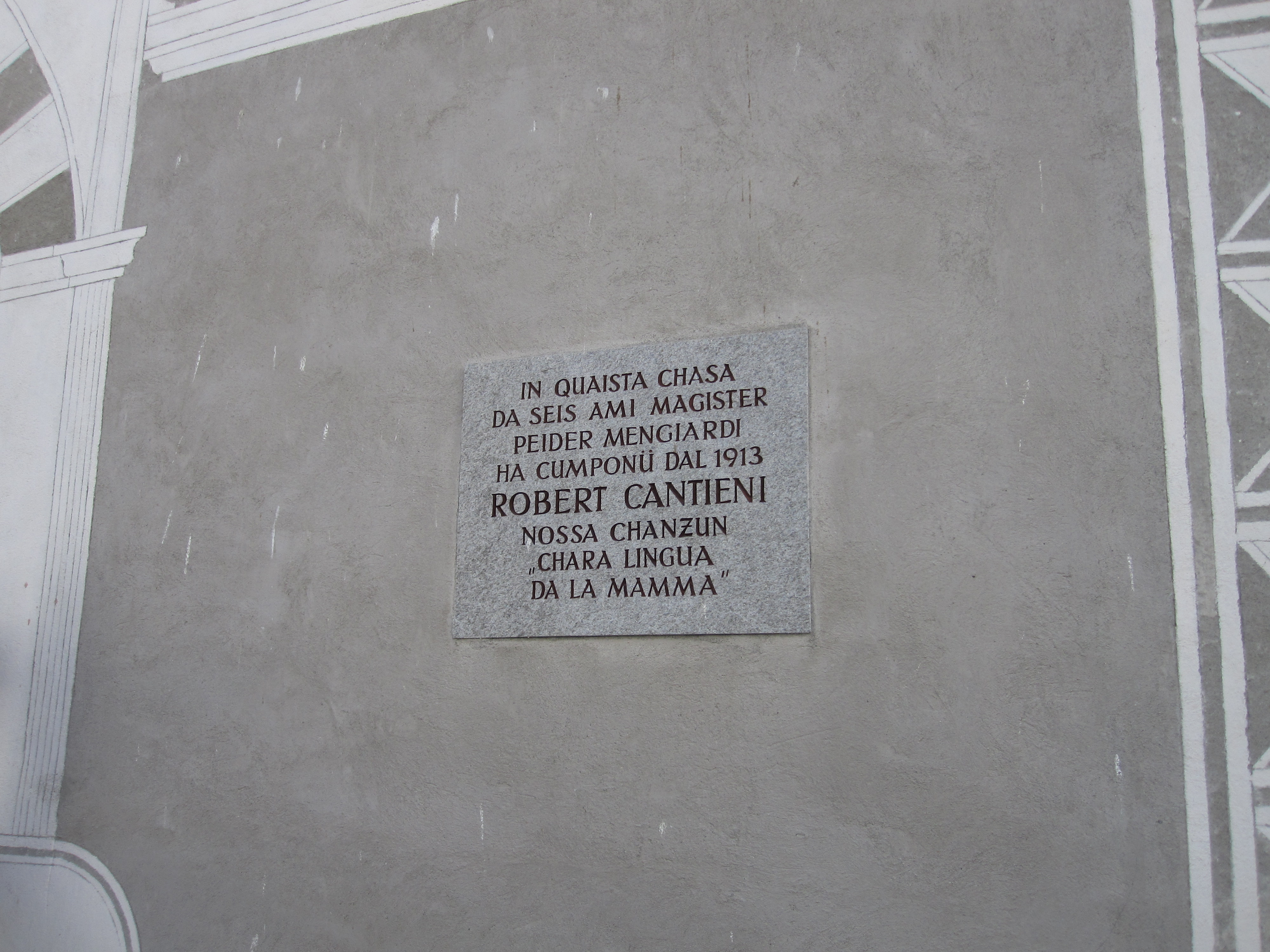
Gedenktafel an der Fassade des Hauses in Ardez, wo Robert Cantieni Chara lingua da la mamma komponierte

Robert Cantieni (* 6. Januar 1873 in Ftan; † 11. März 1954 in Chur; heimatberechtigt in Pignia) war ein Bündner Komponist, der insbesondere durch seine Vertonung der Engadiner Hymne Chara lingua da la mamma Berühmtheit erlangte.

## Leben und Werk

### Ausbildung
Cantieni besuchte das Bündner Lehrerseminar (die heutige Pädagogische Hochschule Graubünden) in Chur. Danach war er als Lehrer in Ftan von 1892 bis 1893 tätig und in Samedan von 1893 bis 1900.
Im Jahr 1900 ging Cantieni nach Zürich, um am dortigen Konservatorium Kurse in Kompositionslehre, Instrumentalmusik und Chorleitung zu belegen. Seine Lehrer waren die Komponisten Friedrich Hegar, Carl Attenhofer und Gottfried Angerer. Nach Erlangung des Diploms kehrte er als Chorleiter und Klavierlehrer ins Engadin zurück.

### Lebensmitte
Im Jahr 1910 heiratete Cantieni und lebte in der Folge drei Jahre in Samedan und St. Moritz, um 1913 nach Scuol zu ziehen. An allen Wirkungsstätten leitete er zahlreiche Chöre.
Im Jahr 1911 redigierte Cantieni mit Florian Grand das Gesangbuch für die Engadiner Gemischten Chöre, die „Engiadina“. In dieser Schaffenszeit erwuchsen seine wichtigsten Lieder wie die Engadiner Hymne Chara lingua da la mamma.

### Zeit in Chur und Alterswerk
Angefeindet durch Intrigen und verbittert verliess Cantieni 1922 das Engadin. Er leitete fortan in Chur den Männerchor „Frohsinn“ und später den der „Ligia Grischa“. Von 1922 bis 1938 unterrichtete er Musik und Kalligraphie an der Bündner Kantonsschule.
Die Versöhnung mit dem Engadin erfolgte spät, schlug sich dann aber in einem reichen Alterswerk wie z. B. den «Chanzunettas» (Vallader für Liedlein, eine Sammlung ladinischer Kinderlieder) nieder.
Beerdigt wurde Cantieni auf dem Churer Friedhof Daleu. Auf seinem Grabstein findet sich die Inschrift: «Tia chanzun viva» (= Dein Lied lebt).
Sein Sohn, der Bündner Kantonsschullehrer Armon Cantieni (1907–1962) und sein Grossneffe, der Winterthurer Lehrer Otto Cantieni (1932–2023), waren ebenfalls als Komponisten tätig.